# Britse hockeyploeg (mannen)
De Britse hockeyploeg voor mannen is de nationale ploeg die Groot-Brittannië vertegenwoordigt tijdens interlands in het hockey. De hockeyploeg doet enkel mee aan de Olympische Spelen en soms aan de Champions Trophy. Aan de overige kampioenschappen (inclusief de meeste edities van de Champions Trophy) doen Engeland, Wales en Schotland als afzonderlijke landen mee en vormt Noord-Ierland samen met Ierland een verenigd Iers hockeyteam. Het team staat niet genoteerd op de FIH-wereldranglijst.
De enige keer dat het Britse team een mondiaal toernooi won, was op de Olympische Spelen van 1988. Sinds die tijd speelt het team zich zo rond de 4e tot 10e plaats tijdens de Olympische Spelen.

## Erelijst Britse hockeyploeg
| Jaar | Champions Trophy        | Europees kampioenschap | Olympische Spelen         | Wereldkampioenschap | Hockey World League Hockey Pro League |
| ---- | ----------------------- | ---------------------- | ------------------------- | ------------------- | ------------------------------------- |
| 1908 |                         |                        | geen deelname             |                     |                                       |
| 1920 |                         |                        | geen deelname             |                     |                                       |
| 1928 |                         |                        | geen deelname             |                     |                                       |
| 1932 |                         |                        | geen deelname             |                     |                                       |
| 1936 |                         |                        | geen deelname             |                     |                                       |
| 1948 |                         |                        | OS 1948 Londen            |                     |                                       |
| 1952 |                         |                        | OS 1952 Helsinki          |                     |                                       |
| 1956 |                         |                        | 4e OS 1956 Melbourne      |                     |                                       |
| 1960 |                         |                        | 4e OS 1960 Rome           |                     |                                       |
| 1964 |                         |                        | 7e OS 1964 Tokio          |                     |                                       |
| 1968 |                         |                        | 12e OS 1968 Mexico-Stad   |                     |                                       |
| 1970 |                         | geen deelname          |                           |                     |                                       |
| 1971 |                         |                        |                           | geen deelname       |                                       |
| 1972 |                         |                        | 6e OS 1972 München        |                     |                                       |
| 1973 |                         |                        |                           | geen deelname       |                                       |
| 1974 |                         | geen deelname          |                           |                     |                                       |
| 1975 |                         |                        |                           | geen deelname       |                                       |
| 1976 |                         |                        | geen deelname             |                     |                                       |
| 1978 | CT 1978 Lahore          | geen deelname          |                           | geen deelname       |                                       |
| 1980 | 7e CT 1980 Karachi      |                        | geen deelname             |                     |                                       |
| 1981 | geen deelname           |                        |                           |                     |                                       |
| 1982 | geen deelname           |                        |                           | geen deelname       |                                       |
| 1983 | geen deelname           | geen deelname          |                           |                     |                                       |
| 1984 | CT 1984 Karachi         |                        | OS 1984 Los Angeles       |                     |                                       |
| 1985 | CT 1985 Perth           |                        |                           |                     |                                       |
| 1986 | 4e CT 1986 Karachi      |                        |                           | geen deelname       |                                       |
| 1987 | 4e CT 1987 Amstelveen   | geen deelname          |                           |                     |                                       |
| 1988 | 6e CT 1988 Lahore       |                        | OS 1988 Seoel             |                     |                                       |
| 1989 | 5e CT 1989 West-Berlijn |                        |                           |                     |                                       |
| 1990 | 6e CT 1990 Melbourne    |                        |                           | geen deelname       |                                       |
| 1991 | 5e CT 1991 Berlijn      | geen deelname          |                           |                     |                                       |
| 1992 | 5e CT 1992 Karachi      |                        | 6e OS 1992 Barcelona      |                     |                                       |
| 1993 | geen deelname           |                        |                           |                     |                                       |
| 1994 | 6e CT 1994 Lahore       |                        |                           | geen deelname       |                                       |
| 1995 | geen deelname           | geen deelname          |                           |                     |                                       |
| 1996 | geen deelname           |                        | 7e OS 1996 Atlanta        |                     |                                       |
| 1997 | geen deelname           |                        |                           |                     |                                       |
| 1998 | geen deelname           |                        |                           | geen deelname       |                                       |
| 1999 | geen deelname           | geen deelname          |                           |                     |                                       |
| 2000 | 6e CT 2000 Amstelveen   |                        | 6e OS 2000 Sydney         |                     |                                       |
| 2001 | geen deelname           |                        |                           |                     |                                       |
| 2002 | geen deelname           |                        |                           | geen deelname       |                                       |
| 2003 | geen deelname           | geen deelname          |                           |                     |                                       |
| 2004 | geen deelname           |                        | 9e OS 2004 Athene         |                     |                                       |
| 2005 | geen deelname           | geen deelname          |                           |                     |                                       |
| 2006 | geen deelname           |                        |                           | geen deelname       |                                       |
| 2007 | 6e CT 2007 Kuala Lumpur | geen deelname          |                           |                     |                                       |
| 2008 | geen deelname           |                        | 5e OS 2008 Peking         |                     |                                       |
| 2009 | geen deelname           | geen deelname          |                           |                     |                                       |
| 2010 | geen deelname           |                        |                           | geen deelname       |                                       |
| 2011 | geen deelname           | geen deelname          |                           |                     |                                       |
| 2012 | geen deelname           |                        | 4e OS 2012 Londen         |                     |                                       |
| 2013 |                         | geen deelname          |                           |                     | geen deelname                         |
| 2014 | geen deelname           |                        |                           | geen deelname       |                                       |
| 2015 |                         | geen deelname          |                           |                     | 6e HWL 2014-15                        |
| 2016 | 4e CT 2016 Londen       |                        | 9e OS 2016 Rio de Janeiro |                     |                                       |
| 2017 |                         | geen deelname          |                           |                     | geen deelname                         |
| 2018 | geen deelname           |                        |                           | geen deelname       |                                       |
| 2019 |                         | geen deelname          |                           |                     | 4e HPL 2019                           |
| 2021 |                         | geen deelname          | 5e OS 2020 Tokio          |                     | 6e HPL 2020                           |
| 2022 |                         |                        |                           |                     | geen deelname                         |
| 2023 |                         | geen deelname          |                           | geen deelname       | HPL 2023                              |
| 2024 |                         |                        | geen deelname             |                     | ?e HPL 2024                           |

1908: Engeland ·
1920: Groot-Brittannië ·
1928: Brits-Indië ·
1932: Brits-Indië ·
1936: Brits-Indië ·
1948: India ·
1952: India ·
1956: India ·
1960: Pakistan ·
1964: India ·
1968: Pakistan ·
1972: West-Duitsland ·
1976: Nieuw-Zeeland ·
1980: India ·
1984: Pakistan ·
1988: Groot-Brittannië ·
1992: Duitsland ·
1996: Nederland ·
2000: Nederland ·
2004: Australië ·
2008: Duitsland ·
2012: Duitsland ·
2016: Argentinië ·
2020: België ·
2024: Nederland